# Трастові операції
Довірчі (трастові) операції банків — операції банків з управління майном і фондовими цінностями, виконання інших послуг в інтересах і за дорученням клієнтів на правах довіреної особи. Під трастовими (довірчими) операціями з цінними паперами розуміють діяльність КБ у ролі довіреної особи своїх клієнтів з управління ЦП від свого імені на власний розсуд із зобов'язанням збереження та примноження капіталу клієнта за визначену, як правило, процентну винагороду від приросту активів клієнта.
Трастова справа виникла і розвивалася в США на основі ряду специфічних інститутів, що існували в цивільному праві англосаксонских країн. Свого часу Американська асоціація банкірів дала таке визначення трастової справи: «Це функція виконання заповітів, управління власністю за дорученням і виконання агентських доручень у всіх доречних випадках для фізичних осіб, товариств, асоціацій, господарських корпорацій, а також для публічних суспільних, навчальних, культурних і добродійних установ і урядових органів». 
З кінця XIX століття трастова справа все більше концентрується в руках комерційних банків. У сучасних умовах, навіть коли довіреною особою є, скажімо, юридична фірма або індивідуальна особа, фактично операції проводить банк, що діє як агент.
Трастові операції являють собою довірчі операції — послуги, які надають комерційні банки своїм клієнтам, тобто юридичним і фізичним особам. Розвиток трастових операцій став можливим в умовах накопичення визначеного багатства і станів як окремими особами, так і різними компаніями, корпораціями і фірмами.
У більшості країн надання подібних послуг узяли на себе комерційні банки, які здійснюють такі функції: облік операцій, збереження цінностей у своїх сейфах, депозитні операції, операції з цінними паперами, а також фінансовий аналіз і прийняття рішень.
При виконанні трастових операцій комерційний банк може виступати в двох ролях: 
Становитиме повне представником клієнта, який розпоряджається його майном самостійно в межах договору; 
Виконувати строго конкретні операції з власністю клієнта за його дорученням.
Трастові операції діляться на три основні категорії:
1. Персональні трастові послуги (для окремих громадян).
2. Інституціональні трастові послуги, що робляться на підставі:
а) договорів між емітентом довгострокових боргових зобов'язань або заставником і юридичною особою, що управляє цими зобов'язаннями (або заставою);
б) договори між компанією або іншою юридичною особою-власником і трастовою компанією, що пропонує кваліфіковані послуги по керуванню цією власністю.
3. Послуги типу «майстер траст» (надаються банком або трастовою компанією пенсійному фонду або групі інших компаній шляхом управління загальним рахунком довірителів із метою максимізації їхнього прибутку).
Задачі комерційних банків при виконанні трастових операцій:
1.Розширення кола операцій та послуг
2.Розвиток клієнтської бази, поліпшення її якості
3.Проникнення на інші сегменти банківського ринку
4.Отримання додаткового доходу
5.Придбання контролю над фірмами, різними фондами
6.Обхід законодавчо встановлених для банків обмежень за можливостями інвестування коштів в економіку(Пайова участь, фундація, придбання контрольного пакета акцій тощо)
7.Підвищення ролі банку як учасника фондового ринку
Умови, на яких базується трастова (довірча) угода між клієнтом і банком, діють або протягом багатьох років, або в безстроковому порядку. У цих випадках довірена особа повинна працювати безупинно. По фізичних особах трастові відношення обмежуються або життям довірителя плюс 21 рік, або життям двох людей, зазначених у заповіті і живучих у момент смерті спадкоємця, тобто особи, що залишила заповіт. В основному доручення, що випливають із заповіту, продовжуються 20-25 років, а з пожертвування — понад 40 років. Тим часом добродійні стосунки можуть бути безстроковими.
Ефективність функціонування зазначеної системи фінансово-економічних відносин, результативність дій кожного з учасників залежить у тому числі і від правового забезпечення трастових операцій.